# Gynacantha heros
Gynacantha heros là loài chuồn chuồn trong họ Aeshnidae. Loài này được Theischinger & Richards mô tả khoa học đầu tiên năm 2012.